# Baía Cenderawasih

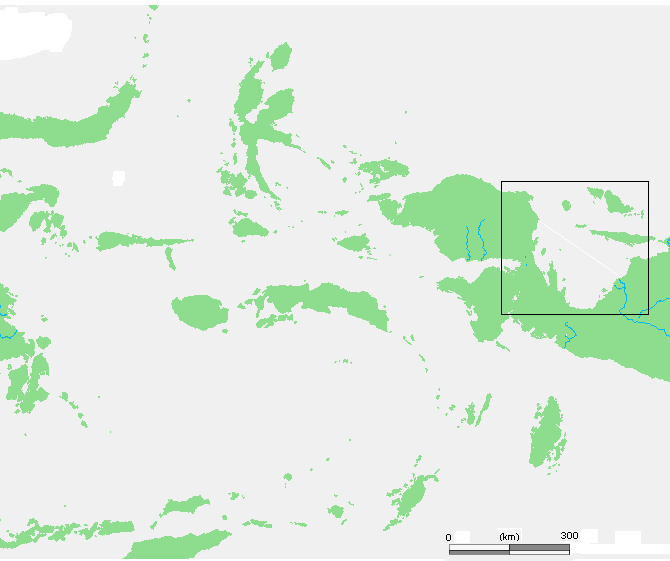
Localização da Baía Cenderawasih

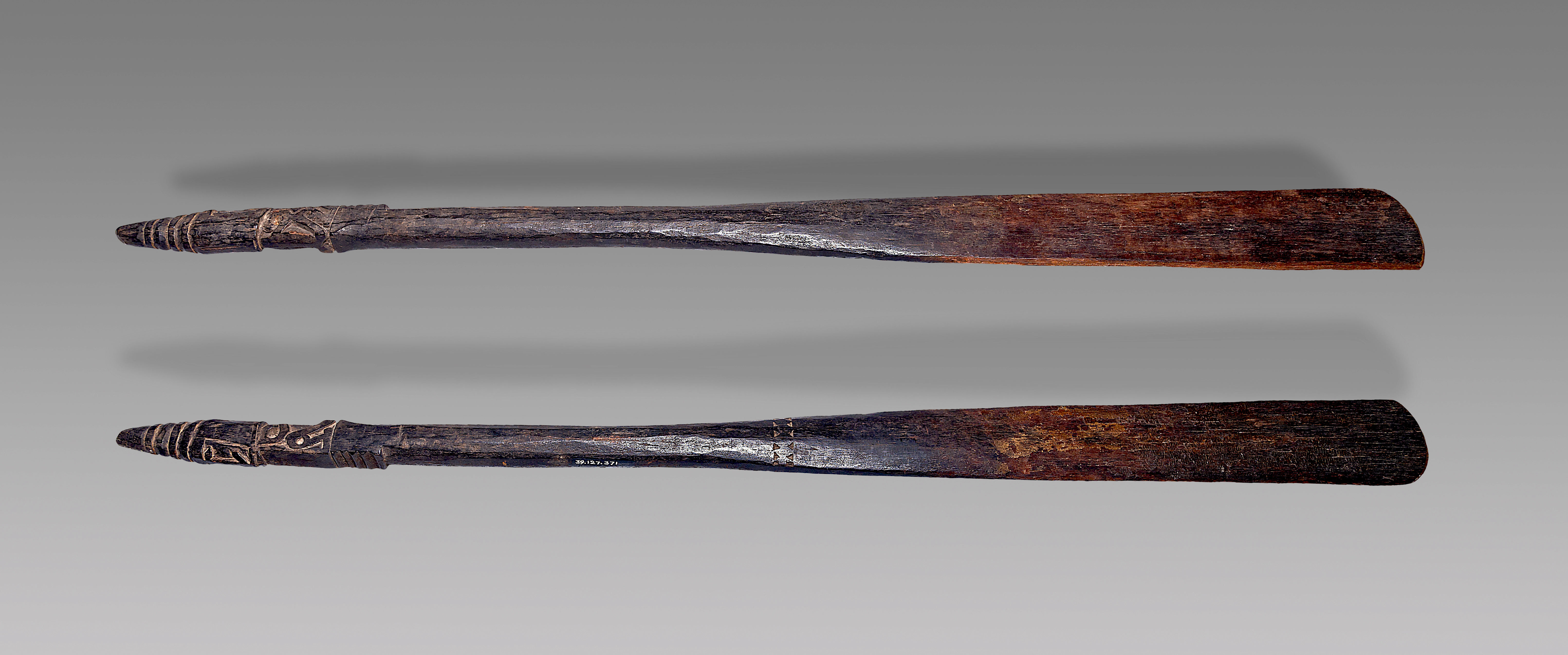
Espátula MHNT

A Baía Cenderawasih (em indonésio:  Teluk Cenderawasih), também chamada Teluk Sarera (Baía Sarera), antigamente Baía Geelvink (em neerlandês:  Geelvinkbaai) é um enorme baía no norte da província de Papua e Papua Ocidental, na ilha da Nova Guiné, Indonésia, a leste da Península da Cabeça de Pássaro, em 2° 30′ S, 135° 20′ L.

## Ilhas na Baía
Província de Papua Ocidental:
- Ilhas Auri (kepulauan Auri)
- Meos Waar
- Rumberpon
- Ilha Roon
- Meos Angra

Província de Papua:
- Ilhas Biak (também chamadas Ilhas Schouten):
  - Biak
  - Ilhas Padaido (kepulauan Padaido)
  - Numfor
  - Yapen
  - Mios Num
  - Kaipuri
  - Supiori
  - Ilhas Amboi
  - Ilhas Kuran
- Ilhas Moor (kepulauan Moor)

Os Wamma, Tabai, Warenai, e Wapoga desaguam nesta baía.
As Ilhas Mapia ficam a norte, e a sul de Palau. A Península da Cabeça de Pássaro forma a parte noroeste da baía.